# Кавенаго-Брианца
Кавенаго-Брианца (итал. Cavenago di Brianza) — коммуна в Италии, в провинции Монца-э-Брианца области Ломбардия.
Население составляет 6807 человек (на 2010 г.), плотность населения составляет 1529 чел./км². Занимает площадь 4 км². Почтовый индекс — 20040. Телефонный код — 02.
Покровителями коммуны почитаются Пресвятая Богородица (Дева Мария Розария) и св. Иулий Ортский, празднование в первое воскресение октября.